# Іздебно (Мазовецьке воєводство)
Іздебно (пол. Izdebno) — село в Польщі, у гміні Ласкажев Ґарволінського повіту Мазовецького воєводства.
Населення — 282 особи (2011).
У 1975-1998 роках село належало до Седлецького воєводства.

## Демографія
Демографічна структура станом на 31 березня 2011 року:
|          | Загалом | Допрацездатний вік | Працездатний вік | Постпрацездатний вік |
| -------- | ------- | ------------------ | ---------------- | -------------------- |
| Чоловіки | 141     | 27                 | 95               | 19                   |
| Жінки    | 141     | 39                 | 69               | 33                   |
| Разом    | 282     | 66                 | 164              | 52                   |